# Pannonia (motorfiets)

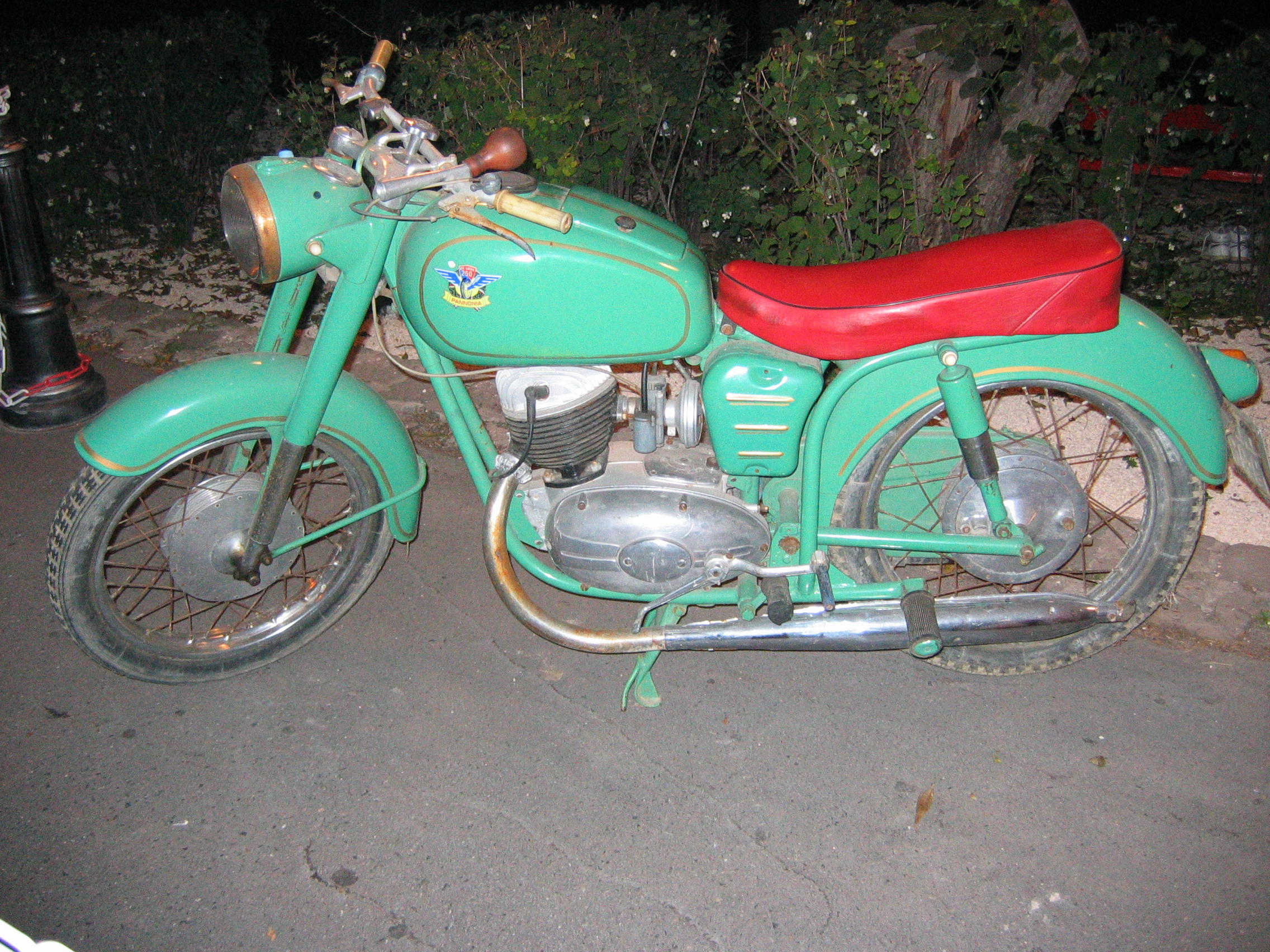
Pannonia TLT

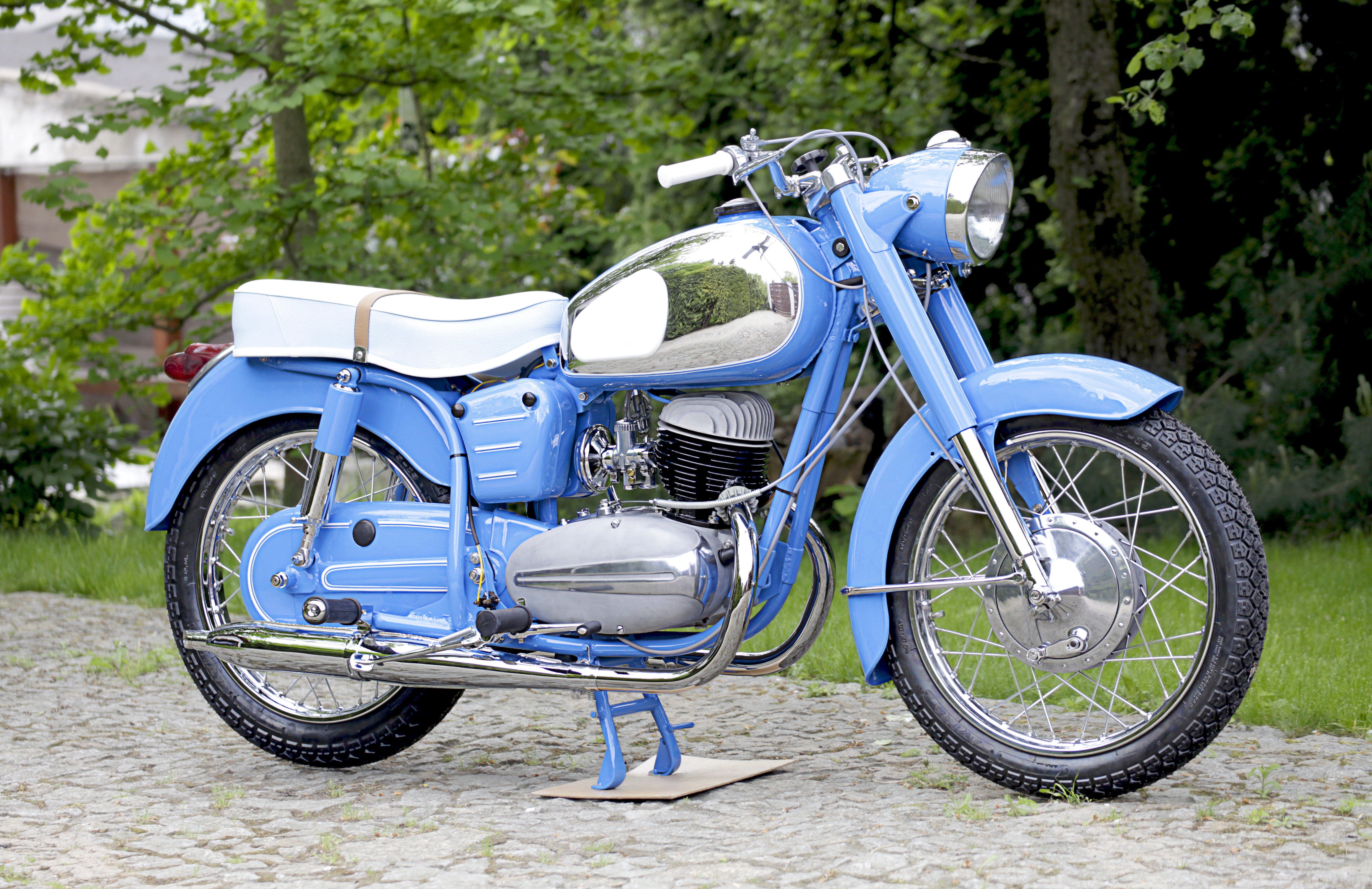
Pannonia TLF T6

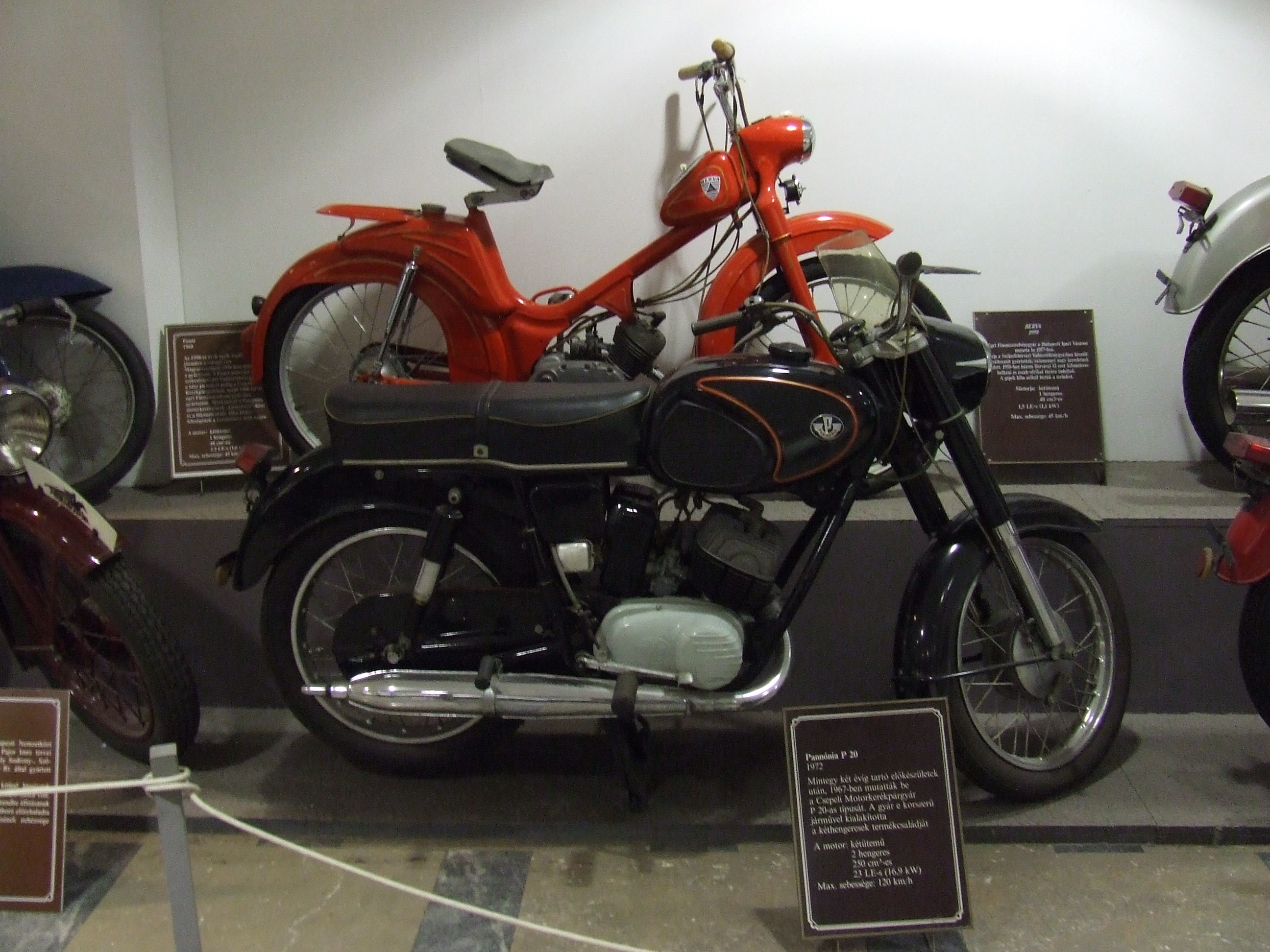
Pannonia P20

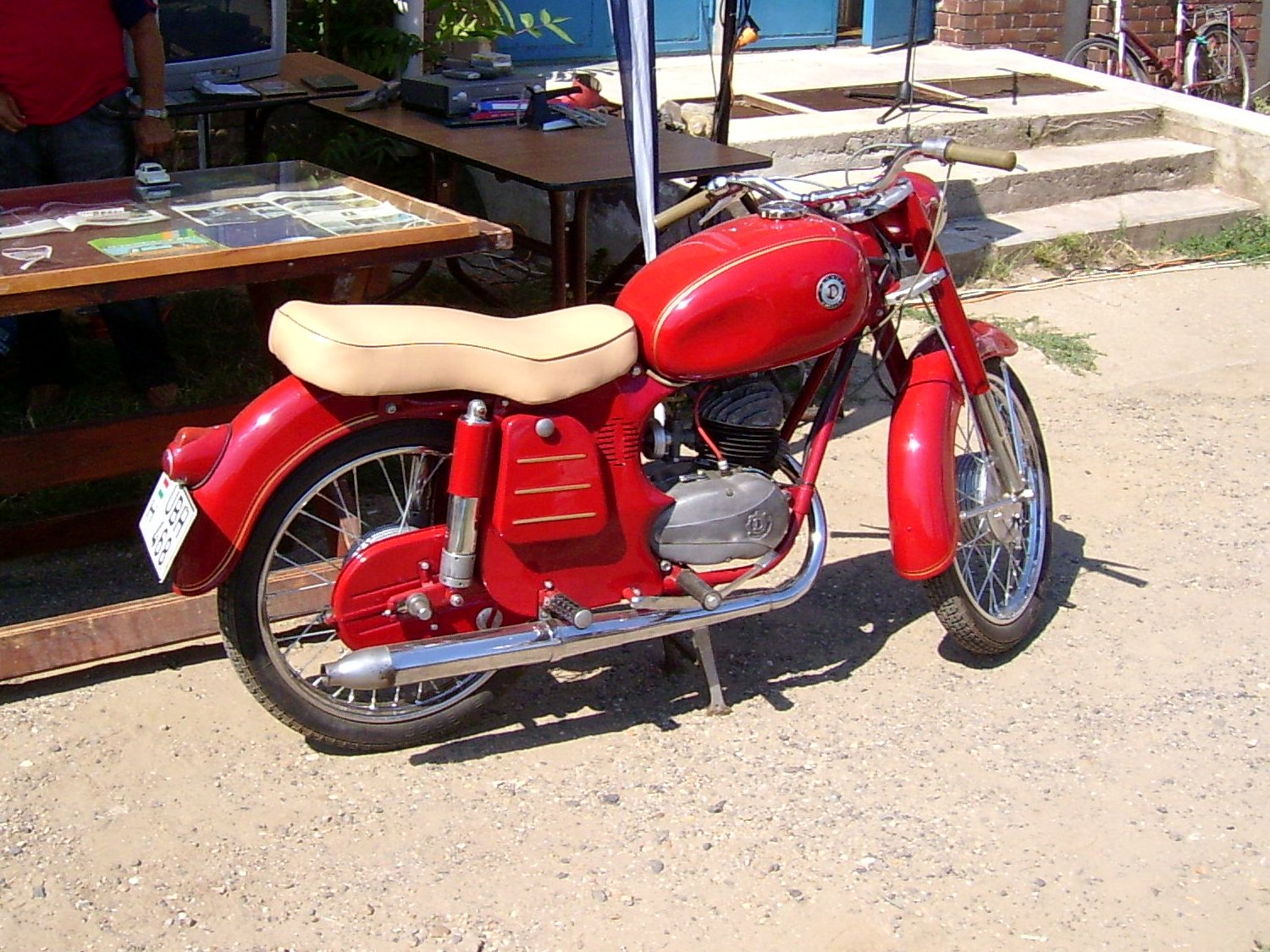
Danuvia DV 125

Pannonia is een historisch Hongaars merk van motorfietsen.

## Geschiedenis
Pannonia ontstond in 1954 uit het merk Csepel, dat aanvankelijk lichte 125 cc modellen produceerde. Naar het voorbeeld van Puch had Csepel in 1949 een 250 cc gecreëerd met een motor met dubbele zuigers in één U-vormige verbrandingskamer. In 1952 werd dit type al afgelost door een klassieke eencilindermotor naar DKW-voorbeeld.
Vanaf 1954 werd het 125 cc model onder de merknaam Danuvia en de 250 cc als Pannonia verkocht. Danuvia is de Latijnse naam voor Donau, het grondgebied van de Romeinse provincie Pannonië kwam ongeveer overeen met dat van het huidige Hongarije.
De eerste Pannonia, het model TL, onderscheidde zich van de Csepel 250 door verbeteringen zoals achtervering door middel van een pendelarm, grotere remnaven, een tweepersoonszadel en een sportief uitziend voorspatbord en dito benzinetank. Na twee jaar was het al tijd voor een update: de TLT van 1956 kreeg een klassiek, nauw bij het wiel aansluitend voorspatbord en wat meer vermogen (12 in plaats van 10,5 pk). In 1958 kreeg de motor er weer twee pk's bij, wat goed was voor de nieuwe typenaam TLF.
De DDR was aanvankelijk een van de belangrijkste afnemers van Pannonia's: pluspunten waren het goede weggedrag, de vermogensontwikkeling van de motor en de complete uitrusting. Tegenvallers waren echter de slordige afwerking en de slechte kwaliteit van bepaalde onderdelen zoals de carburateur, de ketting of de brandstofkraan. Voor de export naar het Westen werden deze vaak vervangen door Japanse onderdelen. Uiteindelijk moest de verkoopprijs op de Oost-Duitse markt verlaagd worden, wat niet kon voorkomen dat MZ en Jawa populairder bleven.
In 1960 werd het gamma, dat tot dan uit slechts één model had bestaan, uitgebreid met de luxueuze uitvoering TLB, herkenbaar aan zijn omvangrijke rood-witte achterwielbekleding, en de TLD, uitgerust met een dynamo in plaats van een magneetontsteking. Vanaf 1962 werden ook de LTL en STL met 16 respectievelijk 18 pk nog in de DDR aangeboden, maar MZ was steeds meer in staat om de Oost-Duitse markt volledig zelf te bedienen, zodat de import van Pannonia's in 1964 werd stopgezet. De vernieuwingen van het gamma op basis van het toenmalige standaardmodel T5 zijn daardoor aan de DDR-burgers voorbijgegaan: de T6 had meer verchroomde onderdelen, de T7 een luchtfilter met verbeterde geluiddemping, de T8 en T9 meer pk's en de T10 een slankere benzinetank en een andere cilinderkop met hoekige koelvinnen.
Intussen had de Sovjet-Unie zich opgeworpen als de grootste afnemer van de Hongaren, alleen betaalden de Russen voor de massa's ingevoerde tweewielers slechts een deel van de werkelijke kostprijs, zodat Pannonia steeds krapper bij kas kwam te zitten en nieuwe ontwikkelingen nauwelijks nog mogelijk waren. Het duurde dan ook van 1963 tot 1969 voordat men eindelijk de nieuwe P20 kon voorstellen, een op de Yamaha YDS-2 geïnspireerde sportieve tweecilinder (250 cc, 21 pk, vijfversnellingsbak). De overige Oostbloklanden weigerden echter om de P20 in te voeren wegens onnodig duur en kapitalistisch decadent. Daardoor bleef Pannonia hoofdzakelijk actief met zijn eencilindertypes: vanaf 1967 heette het standaardmodel P10 (herkenbaar aan zijn destijds modieuze "buffeltank"), de varianten heetten P8, P9 en P12.
De boycot van de P20 was echter maar het begin van het einde: volgens een besluit van de Comecon, de economische raad van de Oostbloklanden, liep einde van 1975 de laatste van de meer dan 600.000 geproduceerde Pannonia's van de band en moest Hongarije de vrijgekomen productiecapaciteit inzetten voor de fabricage van fietsen. De hoekig gelijnde prototypes P250 en P350, de vergeefse laatste poging om ook een uitgebreider gamma met een tweecilindermotor aan te bieden, hebben het productiestadium niet meer gehaald.
In dezelfde fabriek werden tot 1962 ook de Panni-scooters en Berva-bromfietsen geproduceerd. De Danuvia-motoren werden tot 1963 geproduceerd.